# Liste der Monuments historiques in Obersaasheim
Die Liste der Monuments historiques in Obersaasheim führt die Monuments historiques in der französischen Gemeinde Obersaasheim auf.

## Liste der Objekte
| Bezeichnung                      | Beschreibung                                                                                              | Standort                     | Kennzeichnung | Schutzstatus | Datum     | Bild |
| -------------------------------- | --- | ---------------------------- | ------------- | ------------ | --------- | ---- |
| Hauptaltar                       | Altartisch, Tabernakel, Retabel und Skulptur; Holz, farbig gefasst und vergoldet, 18. und 19. Jahrhundert | in der Kirche St-Gall (Lage) | PM68000269    | Classé       | 1984      |      |
| Skulptur Heiliger Fridolin       | Holz, farbig gefasst, 17. Jahrhundert                                                                     | in der Kirche St-Gall (Lage) | PM68000270    | Classé       | 1984      |      |
| Kruzifix (2)                     | Holz, farbig gefasst und vergoldet, 18. Jahrhundert                                                       | in der Kirche St-Gall (Lage) | PM68000489    | Classé       | 1983      |      |
| Skulptur Madonna mit Kind        | Holz, farbig gefasst und vergoldet, 17. oder 18. Jahrhundert                                              | in der Kirche St-Gall (Lage) | PM68000489    | Inscrit      | 1988      |      |
| Skulptur Auferstandener Christus | Holz, farbig gefasst und vergoldet, 18. Jahrhundert                                                       | in der Kirche St-Gall (Lage) | PM68001138    | Inscrit      | 1984      |      |
| Kelch und Patene (2)             | Kupfer und Silber, vergoldet, vor 1838                                                                    | in der Kirche St-Gall (Lage) | PM68001141    | Inscrit      | 1984      |      |
| Josephsaltar                     | rechter Seitenaltar; Altartisch, Retabel und Skulpturen; Holz, farbig gefasst und vergoldet, nach 1772    | in der Kirche St-Gall (Lage) | PM68001570    | Inscrit      | 1992 1995 |      |
| Marienaltar                      | linker Seitenaltar; Altartisch, Retabel und Skulpturen; Holz, farbig gefasst und vergoldet, nach 1772     | in der Kirche St-Gall (Lage) | PM68001571    | Inscrit      | 1992 1995 |      |
| Kredenz                          | Holz, vergoldet, und Marmor, 18. Jahrhundert                                                              | in der Kirche St-Gall (Lage) | PM68000488    | Classé       | 1983      |      |
| Kanzel                           | Holz, farbig gefasst und vergoldet, zweite Hälfte des 18. Jahrhunderts                                    | in der Kirche St-Gall (Lage) | PM68000271    | Classé       | 1983      |      |
| Kruzifix (1)                     | Holz, ehemals farbig gefasst, Ende des 17. Jahrhunderts                                                   | in der Kirche St-Gall (Lage) | PM68001139    | Inscrit      | 1984      |      |
| Zwei Reliquienschreine           | Holz, farbig gefasst und vergoldet, und Glas, Ende des 18. Jahrhunderts                                   | in der Kirche St-Gall (Lage) | PM68001140    | Inscrit      | 1984      |      |
| Kelch und Patene (1)             | Kupfer und Silber, vergoldet, Anfang des 19. Jahrhunderts                                                 | in der Kirche St-Gall (Lage) | PM68001142    | Inscrit      | 1984      |      |